# Майневе
Майневе (нім. Meineweh) — громада в Німеччині, розташована в землі Саксонія-Ангальт. Входить до складу району Бургенланд. Складова частина об'єднання громад Ветауталь.
Площа — 25,24 км2. Населення становить 1032 ос. (станом на 31 грудня 2021).